# 河文
河文（かわぶん）は、江戸時代に愛知県名古屋市中区丸の内に開店した老舗料亭である。2011年から株式会社Plan・Do・Seeが運営している。

## 歴史
寛永年間（1624年～1644年）、名古屋城下の「魚の棚通」に河内屋文左衛門（かわちやぶんざえもん）が創業した。河内屋文左衛門は清洲越しによって名古屋城下に移り住んだ人物であり、江戸時代には尾張徳川家の御用達だった。
明治時代には伊藤博文など歴代の総理経験者も訪れ、博文の書が掛軸として残されている。
1912年（大正元年）10月に合名会社として法人化された。
接待の減少などから経営が行き詰まり、2011年（平成23年）には株式会社Plan・Do・See（東京都千代田区）に経営権が譲渡された。プラン ドゥ シーは建物の改装を行い、同年9月30日に営業を再開した。
2019年（令和元年）11月22日、名古屋市内において行われた「G20 愛知・名古屋外務大臣会合」の外相主催夕食会が河文で開催された。
2020年（令和2年）2月13日から同21日にはJAGDA愛知企画展「芸どころなごや」を開催。

## 建物
松尾流10世家元・不染斎の作庭した坪庭には、名古屋城の井戸と地下で繋がっているという伝説の井戸もある。2005年（平成17年）、主屋、表門・塀・脇門、新用亭、渡廊下、用々亭、厨房が登録有形文化財に登録された。2012年（平成24年）の改装時には小坂竜が設計に携わった。
- 那古野（なごや）の間 - 江戸時代の書院造（移築）・・・現「ザ・カワブン・ナゴヤ」場所にあり、2008年に取り壊し一部建材を利用して再建されている。
- 新用亭 - 安政の大地震で焼失した際に建設した仮店舗を茶室に改装。
- 水鏡の間（みずかがみ） - 谷口吉郎が1973年（昭和48年）に設計。
- 流れ床の庭（ながれどこ）－流政之が1987年（昭和63年）に作成。

プラン ドゥ シーの運営になってから、玄関から土足のまま入る方式を採り入れており、入店客は畳や無垢の木材の廊下も土足である。

## ギャラリー

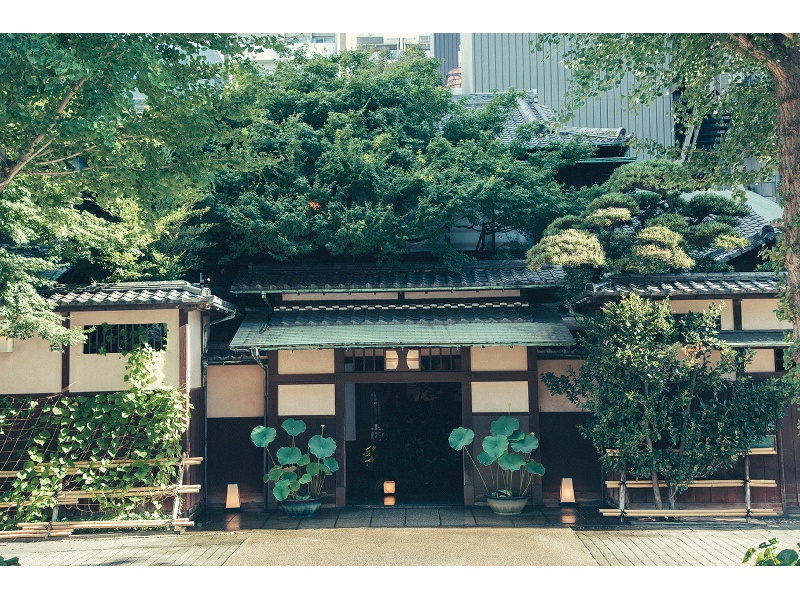
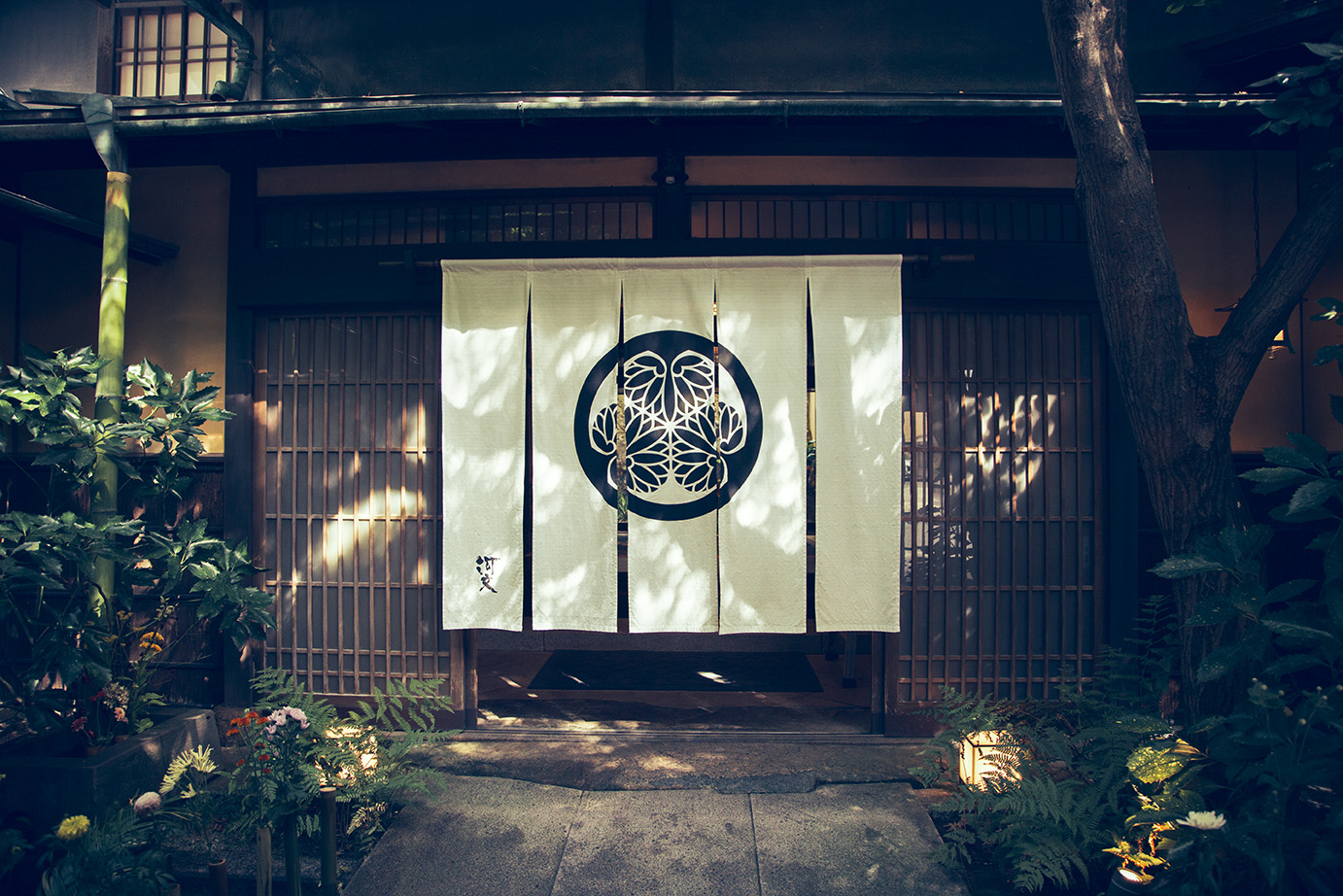
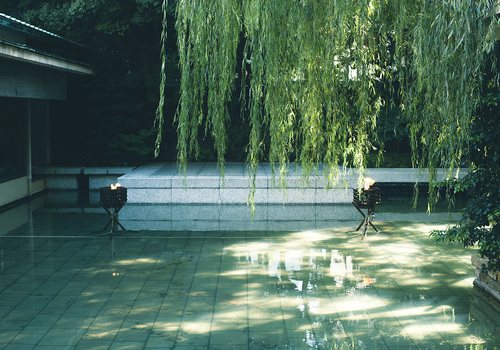
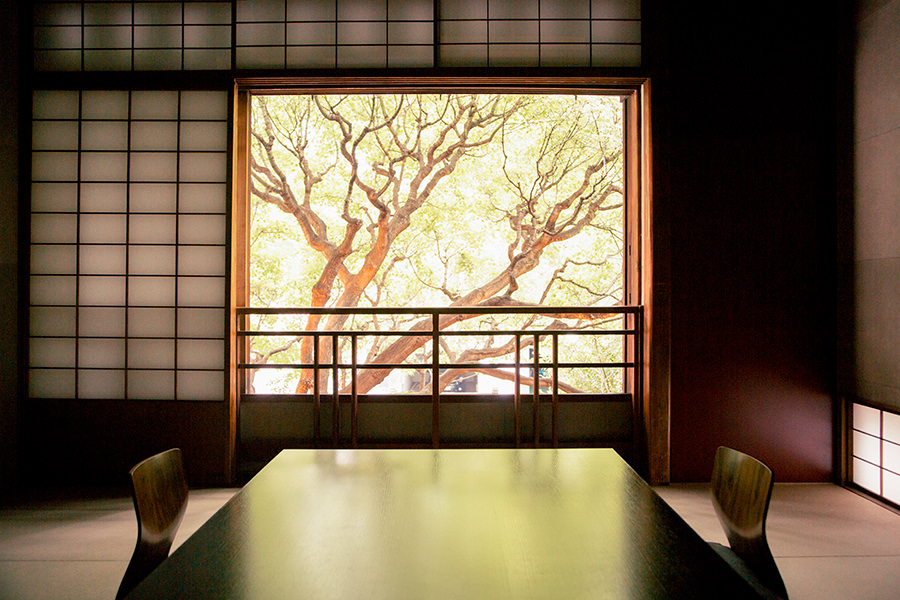